# 斯蒂格-约兰·约翰松
斯蒂格-约兰·约翰松（瑞典語：Stig-Göran Johansson，1943年7月18日—2002年4月20日），瑞典男子冰球运动员，场上位置是前锋。他曾代表瑞典国家队参加1972年冬季奥林匹克运动会冰球比赛，获得第4名。